# Francisco Manuel da Silva
Pour les articles homonymes, voir Francisco Silva.
Francisco Manuel da Silva, né le 21 février 1795 à Rio de Janeiro où il est mort le 18 décembre 1865, est un compositeur, chef d'orchestre et professeur de musique brésilien. Il est aussi l'auteur de la musique de l'hymne national brésilien.

## Biographie
Élève du père José Maurício Nunes Garcia et, probablement, de Sigismund Neukomm, il occupe une place de premier plan dans l'histoire de la musique brésilienne entre José Maurício Nunes Garcia et Antônio Carlos Gomes.
Engagé à partir de 1809 comme chanteur, puis violoncelliste, à la Chapelle royale, il en devint plus tard le directeur musical et mena une réforme visant à redonner à l'institution sa splendeur d'antan.
Il fut le fondateur de l'Academia de Música e Ópera Nacional (Académie nationale de musique et d'opéra), de la Sociedade Beneficência Musical (Société de bienfaisance musicale) et du Conservatório Imperial de Música (Conservatoire impérial de musique), qui devint plus tard l'Institut national de musique.
Il eut également une carrière de chef d'orchestre. Il légua un grand nombre d'œuvres dans des genres allant de la musique sacrée jusqu'aux modinhas et lundus ; dispersées dans les bibliothèques de Rio de Janeiro, Minas Gerais et São Paulo, beaucoup sont encore méconnues.
En 1826, l'empereur brésilien Dom Pedro Ier renonça à la couronne portugaise ; en commémoration, Francisco Manuel da Silva composa une marche patriotique. En 1889, à la proclamation de la République, cette mélodie fut adoptée en tant qu'hymne national du Brésil.
Francisco Manuel da Silva fut inhumé dans le cimetière Saint-François de Paul, dans le quartier de Catumbi, à Rio de Janeiro.

## Sources
- (pt) Cet article est partiellement ou en totalité issu de l’article de Wikipédia en portugais intitulé « Francisco Manuel da Silva » (voir la liste des auteurs).

- (en) Cet article est partiellement ou en totalité issu de l’article de Wikipédia en anglais intitulé « Francisco Manuel da Silva » (voir la liste des auteurs).
- Gérard Béhague, « Francisco Manuel da Silva », Grove Music Online, éd. L. Macy (consulté le 6 septembre 2006)